# 7e cérémonie des Victoires de la musique
 (avril 2025).
Si vous disposez d'ouvrages ou d'articles de référence ou si vous connaissez des sites web de qualité traitant du thème abordé ici, merci de compléter l'article en donnant les références utiles à sa vérifiabilité et en les liant à la section « Notes et références ».
La 7e cérémonie des Victoires de la musique a lieu le 1er février 1992 au Palais des congrès de Paris. Elle est présentée par Eddy Mitchell, Michel Sardou et Jean-Luc Delarue.

## Palmarès
Les gagnants sont indiqués ci-dessous en tête de chaque catégorie et en caractères gras.

### Artiste interprète masculin

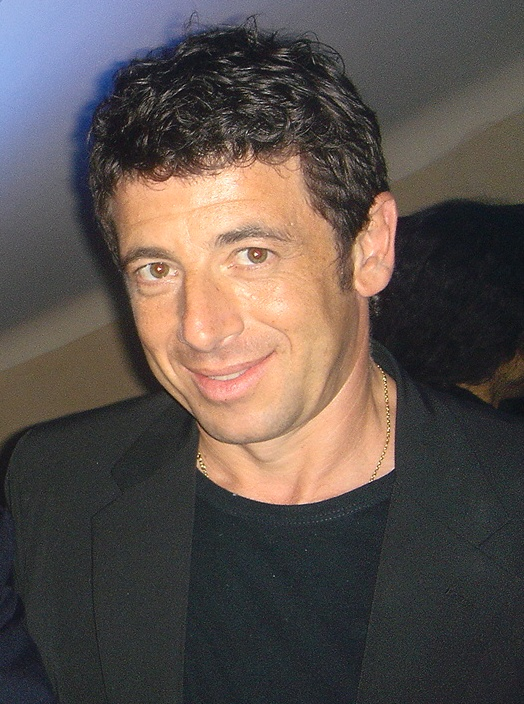
Patrick Bruel, l'artiste masculin de l'année

- Patrick Bruel
  - Francis Cabrel
  - François Feldman
  - William Sheller

### Artiste interprète féminine

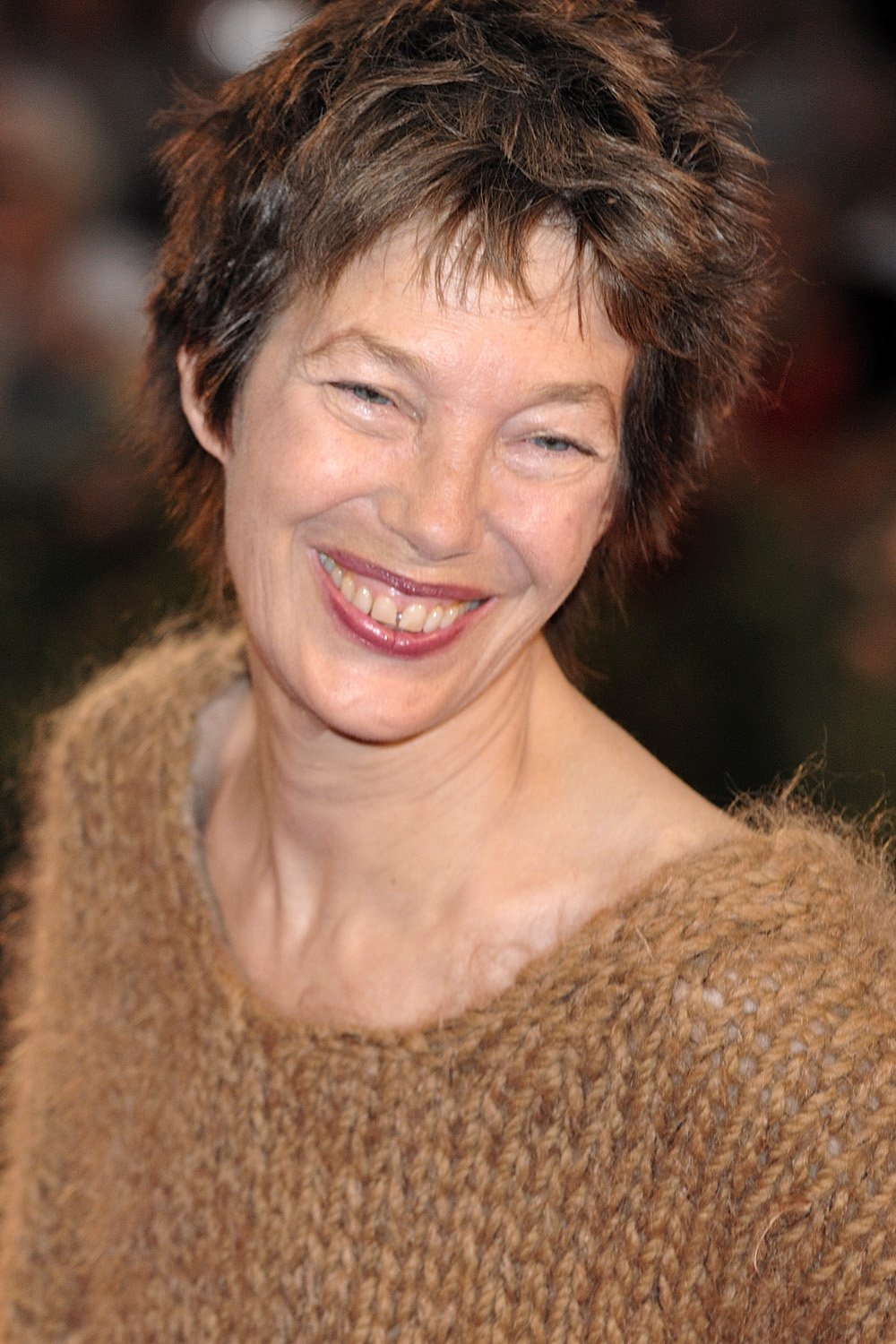
Jane Birkin, l'artiste féminine de l'année.

- Jane Birkin
  - Mylène Farmer
  - Liane Foly
  - Maurane

### Groupe

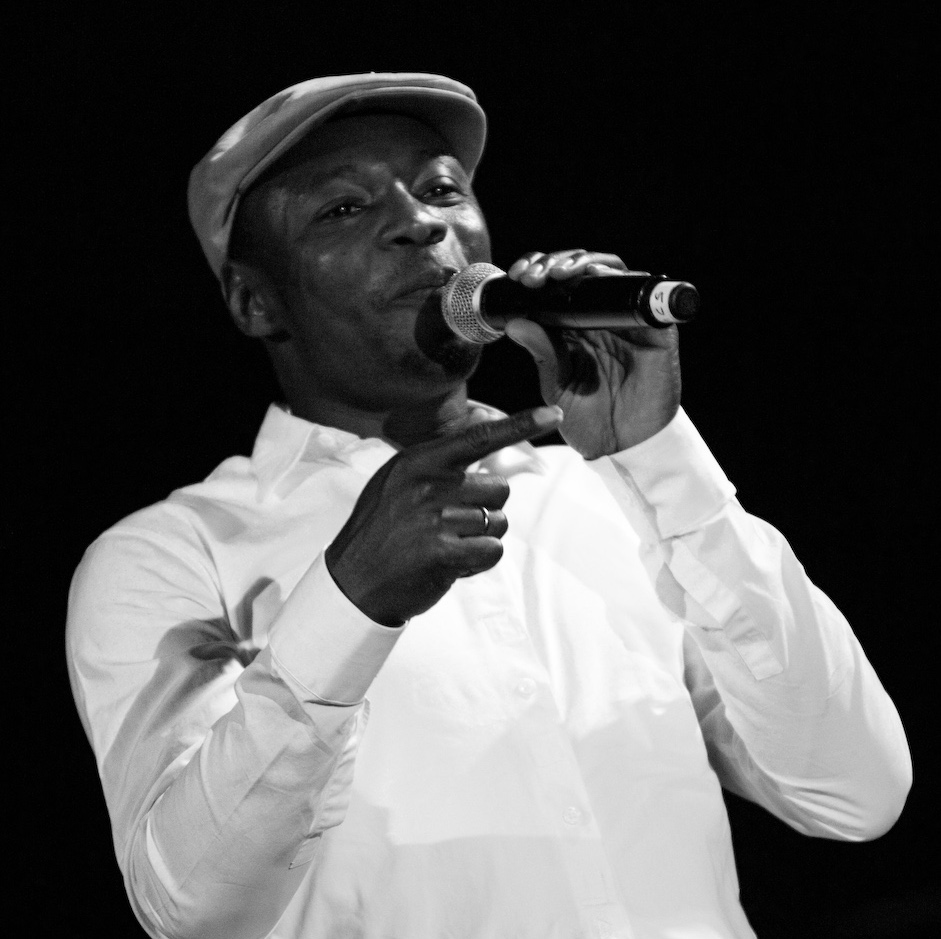
MC Solaar, groupe de l'année

- MC Solaar
  - Fredericks Goldman Jones
  - Mano Negra

### Révélation variétés masculine

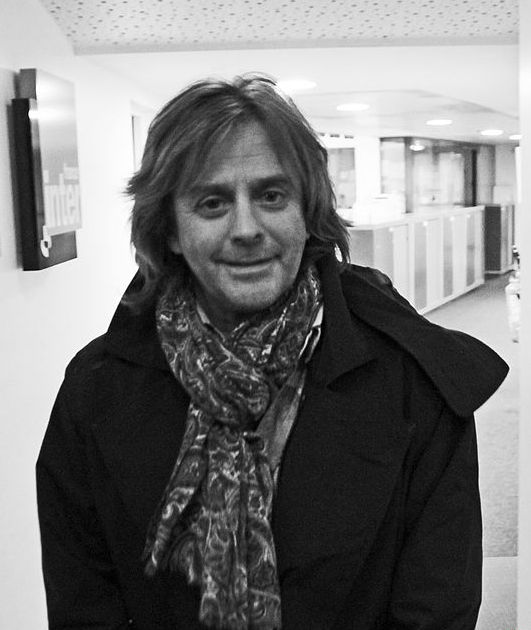
Nilda Fernandez, révélation masculine de l'année.

- Nilda Fernández
  - Manu Katché
  - Yannick Noah

### Révélation variétés féminine
- Jil Caplan
  - Amina
  - Enzo Enzo
  - Sara Mandiano

### Album
- Sheller en solitaire de William Sheller
  - Fredericks Goldman Jones de Fredericks Goldman Jones
  - Le Manteau de pluie de Jean-Louis Murat

### Chanson
- Un homme heureux de William Sheller (paroles et musique : William Sheller)
  - Nos fiançailles de Nilda Fernández (paroles : Nilda Fernández - musique : Juan Manuel Fernández - Nilda Fernández)
  - Qui a le droit ? de Patrick Bruel (paroles : Gérard Presgurvic - musique : Patrick Bruel)

### Performance musicale
- Eddy Mitchell au Casino de Paris
  - Patrick Bruel au Zénith de Paris, à l'Olympia et en tournée
  - Carole Laure au Bataclan

### Spectacle musical
- Les Misérables de d'Alain Boublil et Claude-Michel Schönberg, d’après Victor Hugo au Théâtre Mogador
  - Chanson d’amour de TSF au Théâtre national de Chaillot
  - Peter Pan au Casino de Paris

### Album de la communauté francophone
- Engelberg de Stephan Eicher
  - Sauvez mon âme de Luc De Larochellière
  - Ismaël Lô d'Ismaël Lô

### Album de musique traditionnelle
- Les Nouvelles Polyphonies corses des Nouvelles Polyphonies corses
  - Anima d'OÏO
  - The Mist of Avalon d'Alan Stivell

### Album de variétés instrumentales
- Explorer de Jean-Jacques Milteau
  - Aquarella de Christian Morin
  - Storyteller  de Philippe Saisse

### Album de chansons pour enfant
- Pierre et le Loup de Sergueï Prokofiev, par Julien Clerc
  - Demain c'est aujourd'hui d'Anne
  - Rondes et chansons d’hier et aujourd’hui de Didier Lockwood

### Humoriste
- Smaïn au Théâtre de Paris
  - Pierre Palmade à l'Olympia
  - Patrick Timsit au Palais des glaces

### Compositeur de musique de film
- Carlos d'Alessio pour Delicatessen
  - Jean-Claude Petit pour Mayrig et Uranus (film)
  - Éric Serra pour Atlantis

### Vidéo-clip
- Auteuil Neuilly Passy des Inconnus, réalisé par Gérard Pullicino et Les Inconnus
  - Désenchantée de Mylène Farmer, réalisé par Laurent Boutonnat
  - Paris de Marc Lavoine, réalisé par Costa Kekemenis

### Arrangeur et/ou réalisateur
- Mick Lanaro pour Si ce soir... de Patrick Bruel, pour Sheller en solitaire de William Sheller et pour Claude Nougaro
  - Laurent Boutonnat pour L'Autre... de Mylène Farmer
  - Nilda Fernández, Stéphane Piot et Juan Manuel Fernández pour Nilda Fernández

### Ingénieur du son
- Dominique Blanc-Francard pour Seul dans ton coin de David McNeil et pour Amours secrètes... Passion publique de Julien Clerc
  - Phil Delire et Sophie Masson pour Osez Joséphine d'Alain Bashung
  - Andy Scott pour Fredericks Goldman Jones

### Producteur
- Jean-Claude Camus
  - Gilbert Coullier
  - TLP Déjazet

## Artistes à nominations multiples
- Patrick Bruel (3)
- Nilda Fernandez (3)
- William Sheller (3)
- Laurent Boutonnat (2)
- Mylène Farmer (2)
- Fredericks Goldman Jones (2)

## Artiste à récompenses multiples
- William Sheller (2)[1]